# Sory Ibrahim Diarra
Pour les articles homonymes, voir Diarra.
Sory Ibrahim Diarra, né le 28 février 2000 à Ségou au Mali, est un footballeur malien qui évolue au poste d'avant-centre au FK Haugesund.

## Biographie

### Débuts professionnels
Né à Ségou au Mali, Sory Ibrahim Diarra est formé par l'Étoiles du Mandé, avec lequel il remporte la édition du Tournoi International Étoiles du Mandé, où il est élu meilleur joueur du tournoi.
Sous les conseils de son agent, Diarra prend la direction de la Roumanie en 2019 en signant au Ceahlăul Piatra Neamț, qui évolue alors en troisième division. Un an plus tard il rejoint un autre club roumain, le Petrolul Ploiești.

### FK Haugesund
Le 20 février 2023, Sory Ibrahim Diarra signe en faveur du club norvégien du FK Haugesund pour un contrat de quatre ans, soit jusqu'en décembre 2026,.
Il joue son premier match pour le club le 10 avril 2023, face au SK Brann, lors de la première journée de la saison 2023 d'Eliteserien, la première division norvégienne. Il est titularisé et son équipe est battue par trois buts à zéro. Diarra marque son premier but dès sa deuxième apparition pour le club, lors de la journée suivante, le 16 avril 2023 face au Hamarkameratene. Il contribue ainsi à la victoire de son équipe par trois buts à deux.